# NGC 5908
NGC 5908 est une galaxie spirale vue par la tranche et située dans la constellation du Dragon. Sa vitesse par rapport au fond diffus cosmologique est de 3 347 ± 6 km/s, ce qui correspond à une distance de Hubble de 49,4 ± 3,5 Mpc (∼161 millions d'al). NGC 5908 a été découverte par l'astronome germano-britannique William Herschel en 1788.
La classe de luminosité de NGC 5908 est II et elle présente une large raie HI.
À ce jour, huit mesures non basées sur le décalage vers le rouge (redshift) donnent une distance de 48,000 ± 5,438 Mpc (∼157 millions d'al), ce qui est à l'intérieur des valeurs de la distance de Hubble. 

## Groupe de NGC 5908
NGC 5908 est la principale galaxie groupe qui porte son nom. Selon A.M. Garcia, le groupe de NGC 5908 compte au moins sept membres. Les autres membres de ce groupe sont NGC 5820, NGC 5821, NGC 5874, NGC 5876, NGC 5905 et UGC 9759.
D'autre part, dans un article publié en 1998, Abraham Mahtessian mentionne aussi ce groupe, mais les galaxies NGC 5820, NGC 5821 et UGC 9759 n'y figurent pas.